# Willowsiinae
Willowsiinae zijn een onderfamilie van springstaarten binnen de familie van Entomobryidae. De onderfamilie telt 7 geslachten en 56 soorten.

## Geslachten
- Americabrya (3 soorten)
- Desertia (3 soorten)
- Drepanosira (15 soorten)
- Hawinella (2 soorten)
- Janetschekbrya (3 soorten)
- Lepidobrya (4 soorten)
- Willowsia (26 soorten)